# Nevados de Quimsachata
Nevados de Quimsachata är en bergskedja i Bolivia, på gränsen till Chile. Den ligger i den västra delen av landet, 400 km väster om huvudstaden Sucre.
Nevados de Quimsachata sträcker sig 18,5 km i nord-sydlig riktning. Den högsta toppen är Cerro Acotango, 6 052 meter över havet.
Topografiskt ingår följande toppar i Nevados de Quimsachata:
- Cerro Acotango
- Cerro Capurata
- Cerro Umurata

Omgivningarna runt Nevados de Quimsachata är i huvudsak ett öppet busklandskap. Trakten runt Nevados de Quimsachata är nära nog obefolkad, med mindre än två invånare per kvadratkilometer.